# Емельяново (Галичский район)
Емельяново — деревня в Берёзовском сельском поселении Галичского района Костромской области России.

## География
Деревня расположена у реки Ноля.

## История
Согласно Спискам населенных мест Российской империи в 1872 году деревня относилась к 2 стану Солигаличского уезда Костромской губернии. В ней числилось 15 дворов, проживали 31 мужчина и 39 женщин.
Согласно переписи населения 1897 года в деревне проживало 89 человек (33 мужчины и 56 женщин).
Согласно Списку населенных мест Костромской губернии в 1907 году деревня относилась к Нольско-Березовской волости Солигаличского уезда Костромской губернии. По сведениям волостного правления за 1907 год в ней числилось 16 крестьянских двора и 81 житель.
До муниципальной реформы 2010 года деревня также входила в состав Березовского сельского поселения.

## Население
| 2008 | 2010 | 2012 | 2014 |
| ---- | ---- | ---- | ---- |
| 0    | →0   | →0   | →0   |